# Vibez
Vibez is een nummer van de Britse zanger Zayn uit 2021. Het is de tweede single van zijn derde studioalbum Poster Girl.
"Vibez" is opgedragen aan het Amerikaanse model Gigi Hadid, de vriendin Zayn met wie hij een dochter heeft. Met toespelingen moedigt hij haar aan om haar ware zelf te laten zien en niets te verbergen. Het nummer werd in een aantal landen een kleine hit. Zo bereikte het de 50e positie in het Verenigd Koninkrijk. In Nederland was het succes ook matig te noemen met een 22e positie in de Tipparade. Ook in Vlaanderen kwam de plaat niet verder dan de Tipparade.

## Tracklijst
- Muziekdownload

1. "Vibez" - 2:44